# 弗拉基米尔·科捷利尼科夫
弗拉基米尔·亚历山德罗维奇·科捷利尼科夫（羅馬化：Vladimir Aleksandrovich Kotelnikov，1908年9月6日—2005年2月11日）是苏联无线电物理学家，雷達天文學家。苏联密码无线电通信技术的先驱。苏联科学院院士，副院长。社会主义劳动英雄。

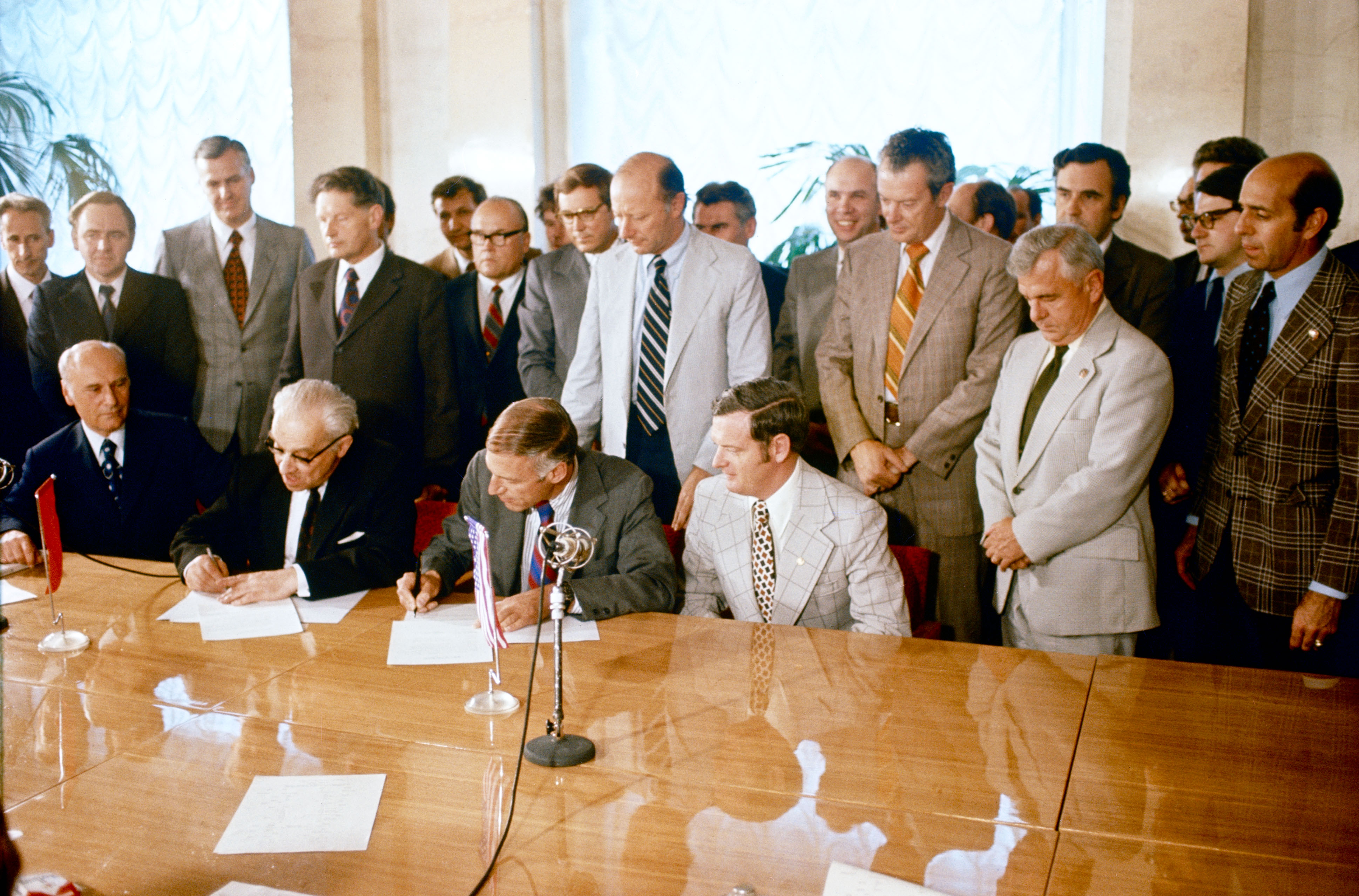

## 生平
1908年生于喀山。祖父彼得·科捷利尼科夫是喀山大学教授。父亲亚历山大·科捷利尼科夫长期从事数学与力学研究。1926年进入鲍曼莫斯科国立技术大学学习，1930年最终毕业于莫斯科动力学院。在苏联邮电人民委员部工作了一段时间后，1931年开始在莫斯科动力学院深造。他在通信领域取得了重大成果，并领导成立了莫斯科-哈巴罗夫斯克生产线，用于制造单波段无线电通信设备。1941年苏德战争爆发后，他被疏散到乌法，领导团队开发和维护新通信系统。1943年和1946年两次获得斯大林奖金。
1948年加入联共（布）。1947年至1953年，他担任莫斯科动力学院无线电工程系主任，特别设计局局长兼首席设计师。1954年至1988年历任苏联科学院无线电工程与电子研究所副所长、所长。1953年当选苏联科学院院士。1970年3月至1988年9月担任苏联科学院第一副院长。1973年7月至1980年担任俄罗斯科学院副主席。2000年获贝尔奖。
2005年2月11日去世，享年97岁。安葬于莫斯科孔策沃公墓。

## 研究成果
1933年，科捷利尼科夫在论文中首次将正弦基本函数插值公式应用于连续信道上的消息传输问题，这一结果后经美国电子工程师于1948年发表的论文发扬光大，被称为采样定理。